# Кертту-Кааріна Суосальмі
Ке́ртту-Каарі́на Суоса́льмі (фін. Kerttu-Kaarina Suosalmi; повне ім'я Кертту-Кааріна Суосальмі-Карден / Kerttu-Kaarina Suosalmi-Kardén, 9 вересня 1921, Лахті, Фінляндія — 14 лютого 2001, Голлола, Фінляндія) — фінська письменниця, поетеса і кіносценаристка.

## З життєпису
Закінчила навчання в 1943 році, отримала диплом соціолога в 1946 році і продовжила навчання в Гельсінському університеті.
Перш ніж стати професійним письменником, працювала учителем.
Чоловіком Кертту-Кааріни Суосальмі був художник Йорма Карден (1925−2001), який помер за місяць до неї.

## З доробку
У літературу ввійшла у 1950-і. Увагу критиків заслужили романи «Діва» (Neitsyt, 1964) і «Успішні люди» (Hyvin toimeentulevat ihmiset, 1969).
У своїх творах Суосальмі торкається проблем індивідуальної свободи й відповідальності, здібностей, неспроможностей і можливостей, головним героєм романів і новел авторки часто є безпорадна людина.
Новий метод оповіді, використаний у «Маленький воїн Ісуса» (Jeesusus pieni soturi, 1976), став переломним у її письменницькій кар'єрі.
Авторку вважали талановитою зображувачкою представників середнього класу повоєнних 1960–1970-х років.
Суосальмі також писала п'єси та кіносценарії.

## Нагороди та визнання
- Державна премія з літератури 1970, 1977, 1983 і 1989
- Мистецька премія округу Хяме 1970
- Відзнака Клубу великої фінської книги
- Каарлова премія 1983, 1989
- Премія Алексіса Ківі 1993
- Медаль Pro Finlandia 1976